# Bijou en cheveux

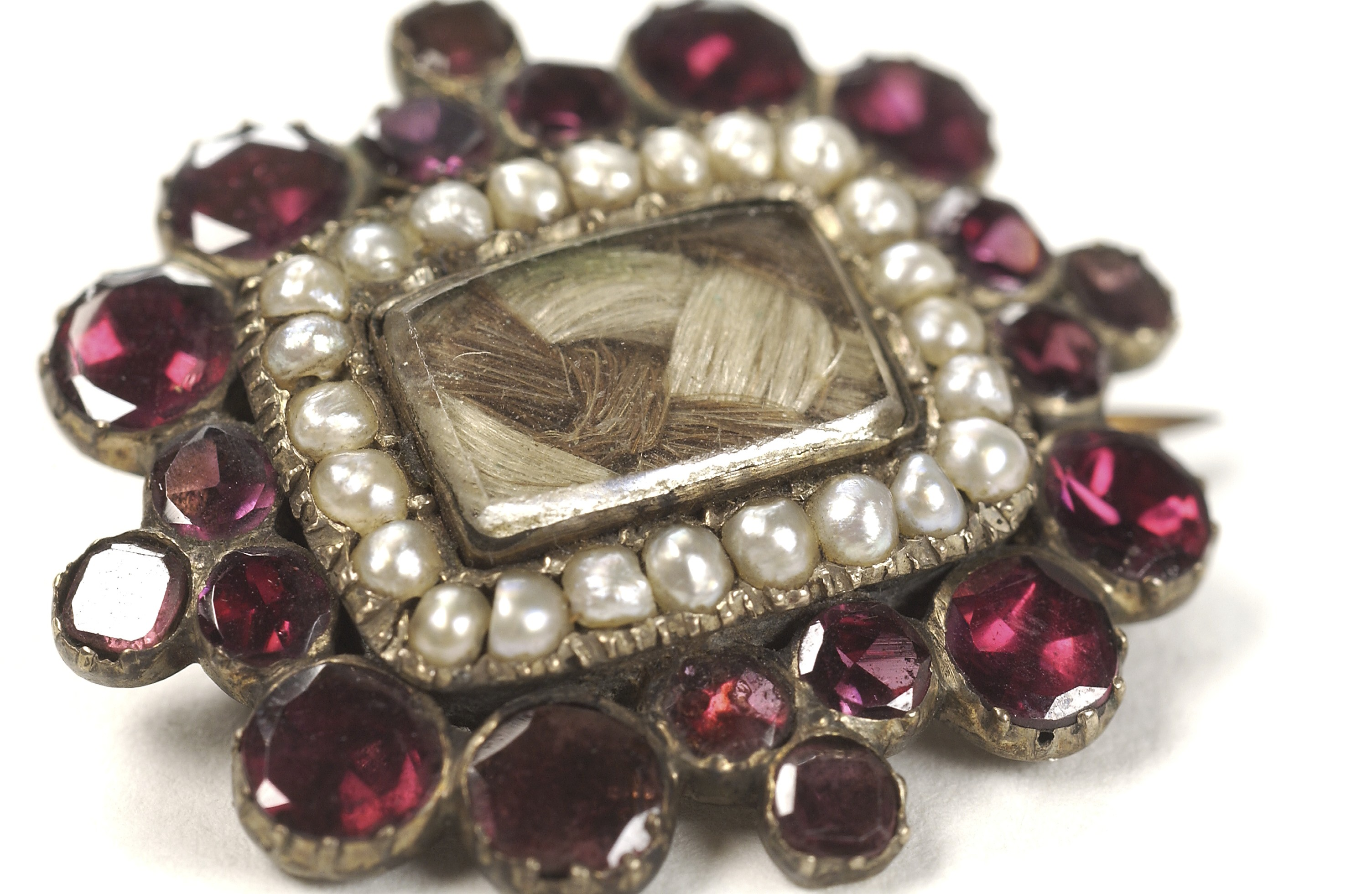
Bijou renfermant des cheveux.

Les bijoux en cheveux sont des bijoux confectionnés avec des cheveux. Ils peuvent soit renfermer des cheveux, soit en être formés. Pendant les campagnes napoléoniennes, ils étaient surtout utilisés comme signe de deuil, renfermant les cheveux d'un proche décédé. C'est surtout vers 1840 que les bijoux en cheveux sont à la mode : les cheveux sont tressés et paquetés pour former des bagues, des bracelets, des boucles d'oreille, voire des sautoirs.
La première apparition de bijoux en cheveux remonte à un livre suédois[Quand ?], dans lequel on peut lire : « les bagues et les bracelets de cheveux ». Également, au Danemark, au palais de Rosensborg, se trouve un bracelet de métal avec une tresse de cheveux, cadeau du roi Christian IV (1577-1648) à sa reine.